# Manûrqa
Manûrqa (en árabe: منورقة) fue el nombre dado a la isla de Menorca por los musulmanes desde su adhesión al Califato de Córdoba por 'Isâm al-Jawlânî en 903 hasta el último reinado, de Abû 'Umar ibn Sa'îd en 1287. El único centro urbano de la isla fue Madina al-Ŷazira o al-Manûrqa (actual Ciudadela de Menorca). La mayoría de sus habitantes vivía en pequeñas comunidades de granjas organizadas bajo una estructura tribal.
Cuando la isla fue conquistada por Alfonso III de Aragón, la mayoría de sus habitantes musulmanes fueron esclavizados y vendidos en los mercados de esclavos de Ibiza, Valencia y Barcelona. Sólo a un centenar de musulmanes les fue permitido permanecer en la isla.